# 倫格哈河
倫格哈河（羅馬化：Lungkha）是俄羅斯的河流，屬於勒拿河的左支流，由薩哈共和國負責管轄，河道全長508公里，流域面積約10,300平方公里，發源自勒拿高原，河水主要來自融雪和雨水。